# Sabre modèle 1854

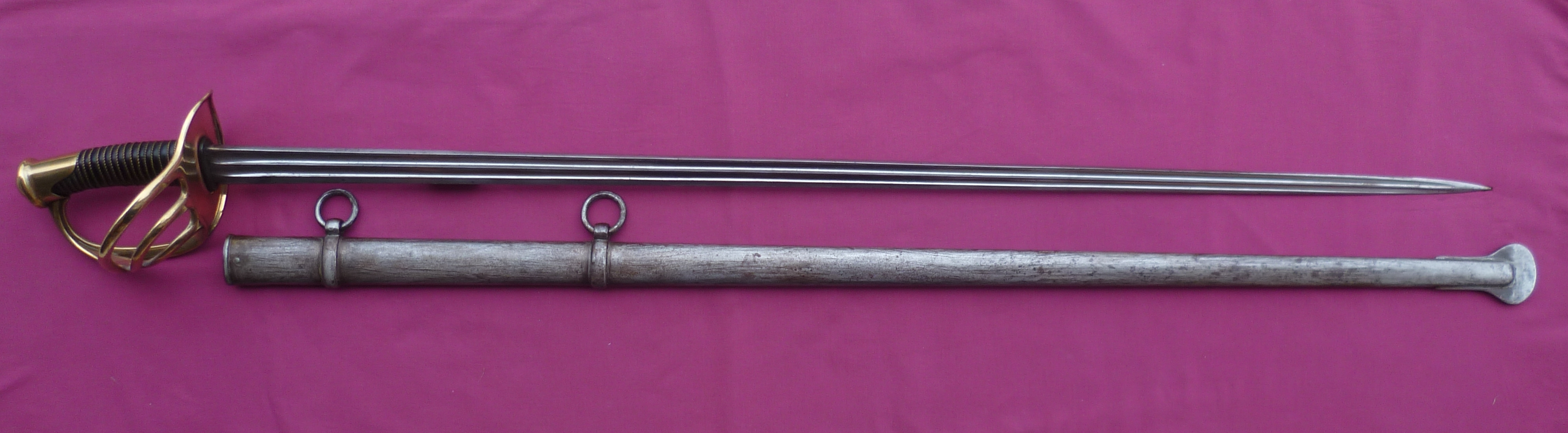
Sabre modèle 1854 de carabinier

Le sabre modèle 1854 est un sabre français de cavalerie, pour la troupe et les officiers. Il est adopté dès 1854 par les carabiniers, et marque le retour à la lame droite pour la cavalerie lourde. Il sera ensuite adopté par la cavalerie de réserve, puis par les dragons.

## Description
La commission de la cavalerie avait réclamé un nouveau modèle de sabre à lame courbe pour la cavalerie lourde, et avait eu gain de cause avec le sabre modèle 1822, appelé communément "bancal". Néanmoins quelques années plus tard ils décidèrent de revenir à une lame droite, c'est la raison d'être de ce nouveau modèle.
Il fut donc d'abord donné aux carabiniers en 1854 (marquage sur la lame : carabinier Mle 1854), puis aux cuirassiers en 1863 (marquage sur la lame : cavalerie de réserve Mle 1854) , et finalement aux dragons (marquage sur la lame : dragon Mle 1854, et lame raccourcie de 2.5 cm).
Les sabres pour la troupe sont fabriqués à la Manufacture d'armes de Châtellerault, et ceux pour les officiers viennent surtout de Klingenthal. Selon Claude Lombard, de 1856 à 1865, 30 000 sabres modèles 1854 de carabinier furent produits. Ce modèle a perduré jusqu'au début du XXe siècle, et équipait encore certaines unités de cavalerie. Sa lame a aussi été régulièrement utilisée en remontage avec des montures plus récentes.

## Caractéristiques

### Sabre modèle 1854 de carabinier et cavalerie de réserve pour la troupe
Caractéristiques réglementaires de l'arme lors de sa mise en service :
- longueur de la lame : 1 m
- largeur au talon : ±3.3 cm
- type de lame : lame droite, deux pans creux sur chaque face
- monture : en laiton, quatre branches
- poignée : bois encordé recouvert de basane, avec filigrane laiton
- fourreau : tôle d'acier, deux bracelets de bélière

### Sabre modèle 1854 de carabinier et cavalerie de réserve pour officiers
Ce modèle ne devient réglementaire qu'à partir de 1870, mais il a quand même été porté avant cette date, en témoignent certains exemplaires.
Les changements sont minimes par rapport au modèle de troupe : la lame peut être plus légère et plus courte de 2.5 cm, la monture est dorée et ciselée, et la poignée en corne de buffle.
Une variante de ce modèle existe sous la dénomination sabre d'officier d'état-major modèle 1855.
Ce sabre ressemble fortement au modèle 1854 d'officier de carabinier, mais en plus léger (lame et monture). La longueur de la lame varie entre 84,5 cm et 87 cm. La version réglementaire a été produite par Châtellerault.
Le dos de la lame est marqué de la Manufacture (Impériale) de Châtellerault, avec en plus la mention du mois et de l'année, et " Officier d'État Major mle 1855". exemple de ce modèle de sabre: http://www.alienor.org/collections-des-musees/fiche-objet-5666-sabre